# Tramlijn Oudenbosch - Steenbergen
De tramlijn Oudenbosch - Steenbergen was een tramlijn in Noord-Brabant. Vanaf Oudenbosch liep de lijn via Oud Gastel en Kruisland naar Steenbergen.

## Geschiedenis
Op 31 december 1892 werd de lijn geopend door de Zuid-Nederlandsche Stoomtramweg-Maatschappij. In Oudenbosch was er aansluiting op de ZNSM lijn naar Breda. In Steenbergen sloot de lijn aan op de tramlijnen van de ZNSM naar Vogelenzang en van de RTM naar Anna Jacobapolder.
Vanaf 7 oktober 1934 wordt het reizigersvervoer gestaakt, op 11 januari 1937 wordt ook het goederenvervoer stilgelegd en de lijn opgebroken.

## Restanten
Van de lijn is weinig meer terug te vinden, over het grootste gedeelte van de bedding zijn thans wegen aangelegd.